# A20-as autópálya (Hollandia)
A A20-as autópálya (hollandul: Rijksweg 20) egy 39 km hosszú autópálya Hollandiában.